# شهرستان گولیاد (تگزاس)
شهرستان گولیاد، تگزاس (به انگلیسی: Goliad County, Texas) یک سکونتگاه مسکونی در ایالات متحده آمریکا است که در تگزاس واقع شده‌است.

## خصوصیات
شهرستان گولیاد ۲٬۲۲۴٫۸۱ کیلومترمربع مساحت دارد.